# 谢维军
谢维军（1997年11月14日—），广东兴宁人，中国足球运动员，广东足球名宿谢育新之子，司职前锋，毕业于广州体育学院，现效力于天津津门虎。

## 职业队
2016年，被广州恒大租借至珠海索卡。
2017年，被广州恒大租借至拉萨城投参加中冠联赛。
2017年中冠联赛南三区小组赛在拉萨城投对阵柳州远道的比赛中，攻入个人职业生涯首球。
2018年，通过免签转会至天津泰达。
2018年8月5日，天津泰达2-1逆转河北华夏幸福取胜的比赛中，谢维军替补登场后攻入绝杀球，也是个人中超首球。

## 国家队
2017年5月16日，入选中国足协U20年龄段精英训练营集训名单。
2018年，随中国国奥征战土伦杯。
2018年8月24日，谢维军入选中国足协U21男足选拔队的集训名单。
2018年9月4日，在曲靖四国赛1比0击败缅甸队的比赛中，谢维军助攻贺玺进球。
2018年9月6日，在曲靖四国赛对阵塔吉克斯坦的比赛中攻入一球。
2019年9月21日，入选新一期国奥集训大名单。
2023年10月10日，中国2比0击败越南的国际友谊赛中，在第90分钟替补登场完成国家队首秀。

## 生涯统计
最後更新：2020年12月31日.
| 俱乐部   | 赛季     | 联赛             | 联赛 | 联赛 | 杯赛 | 杯赛 | 洲际 | 洲际 | 其他 | 其他 | 总计 | 总计 |
| 俱乐部   | 赛季     | 级别             | 出场 | 进球 | 出场 | 进球 | 出场 | 进球 | 出场 | 进球 | 出场 | 进球 |
| -------- | -------- | ---------------- | ---- | ---- | ---- | ---- | ---- | ---- | ---- | ---- | ---- | ---- |
| 天津泰达 | 2018     | 中国足球超级联赛 | 15   | 2    | 0    | 0    | -    | -    | -    | -    | 15   | 2    |
| 天津泰达 | 2019     | 中国足球超级联赛 | 23   | 1    | 3    | 1    | -    | -    | -    | -    | 26   | 2    |
| 天津泰达 | 2020     | 中国足球超级联赛 | 11   | 0    | 1    | 0    | -    | -    | -    | -    | 12   | 0    |
| 天津泰达 | 总计     | 总计             | 49   | 3    | 4    | 1    | 0    | 0    | 0    | 0    | 53   | 4    |
| 生涯总计 | 生涯总计 | 生涯总计         | 49   | 3    | 4    | 1    | 0    | 0    | 0    | 0    | 53   | 4    |

## 相关链接
- Soccerway資料庫：谢维军